# Estadio de Batumi
El Estadio de Batumi (en georgiano: ბათუმის სტადიონი) también llamado Batumi Arena y Adjarabet Arena por razones de patrocinio, es un estadio multiusos ubicado en la ciudad de Batumi, Georgia. Fue inaugurado en 2021 y tiene una capacidad de 20.000 asientos, siendo el estadio en el que disputa sus partidos el FC Dinamo Batumi de la Liga Georgiana de fútbol.

## Historia
Hasta 2006, el FC Dinamo Batumi jugaba sus partidos como local en el Estadio Central de Batumi, que fue demolido en 2017. Luego se trasladaron al Chele Arena en la ciudad de Kobuleti, 28 kilómetros al norte de Batumi.  
Después de más de 10 años de demoras, la construcción del nuevo estadio comenzó en enero de 2018 y finalizó en julio de 2020. Su inauguración, aplazada por la Pandemia de COVID-19, tuvo lugar el 27 de octubre de 2020 con un acto oficial en presencia del primer ministro Giorgi Gakharia y del exfutbolista y seleccionado nacional Kakha Kaladze.
Tiene una capacidad de 20.000 asientos y alberga los partidos en casa del FC Dinamo Batumi. Pertenece a la categoría 4 de la UEFA y a partir de 2021 albergará ocasionalmente los partidos de la Selección de fútbol de Georgia.
El estadio fue diseñado por la empresa turca Bahadır Kul Architecture y costó unos 100 millones de laris georgianos (25 millones de euros).
El exterior del estadio, compuesto por una serie de paneles dispuestos en forma de escamas superpuestas que se pueden iluminar por la noche, está inspirado en el efecto de remolino de las danzas tradicionales del Cáucaso, en particular el Khorumi.
En 2023 fue una de las cuatro sedes de Georgia en albergar la Eurocopa Sub-21 de 2023.

## Partidos importantes
La Selección de fútbol de Georgia disputó su primer partido internacional en el estadio el 2 de septiembre de 2021, cuando enfrentó a Kosovo por la clasificación para la Copa Mundial de Fútbol de 2022.
| N.º | Fecha             | Partido          | Resultado | Competencia                                          |
| --- | ----------------- | ---------------- | --------- | ---------------------------------------------------- |
| 1.  | 2 septiembre 2021 | Georgia – Kosovo | 0 – 1     | Clasificación para la Copa Mundial de Fútbol de 2022 |
| 2.  | 9 octubre 2021    | Georgia – Grecia | 0 – 2     | Clasificación para la Copa Mundial de Fútbol de 2022 |
| 3.  | 11 noviembre 2021 | Georgia – Suecia | 2 – 0     | Clasificación para la Copa Mundial de Fútbol de 2022 |